# FIFA 100

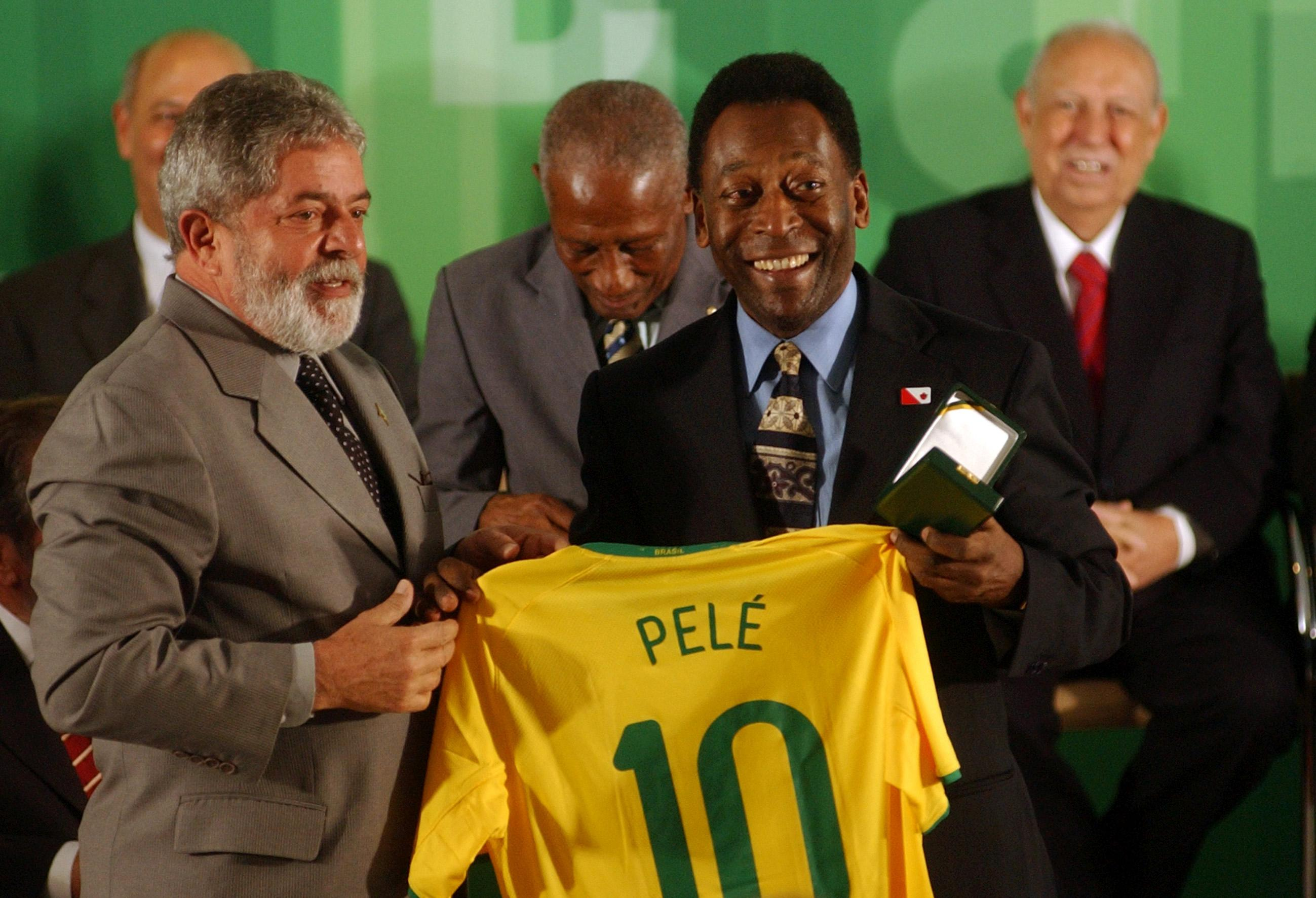
Pelé, supervisore della stesura della FIFA 100, qui insieme al presidente brasiliano Lula nel 2008.

La FIFA 100 è una lista sportiva stilata nel 2004 contenente i più grandi calciatori viventi al momento della stesura scelti dal calciatore brasiliano Pelé. Venne svelata il 4 marzo 2004 durante una cerimonia di gala a Londra, in Inghilterra, nell'ambito delle celebrazioni del centenario della FIFA.
La cifra 100 si riferisce difatti al 100º anniversario della FIFA e non al numero di giocatori elencati, che in realtà è 125 (123 uomini e 2 donne); sebbene a Pelé fosse stato chiesto di selezionare 50 giocatori attivi e 50 giocatori ritirati infatti, arrivando così ad un totale di 100 giocatori, il calciatore brasiliano trovò troppo difficile l'impresa e perciò allargò il numero a 125 di cui 50 giocatori ancora in attività e i restanti 75 ritirati.

## Critica
All'epoca della sua divulgazione, la lista FIFA 100 generò numerose polemiche e alcuni osservatori di calcio misero da subito in dubbio la metodologia di selezione. Tra questi David Mellor affermò come le scelte sembrassero essere motivate più da fattori politici che prettamente calcistici, arrivando a dire come tale lista sembrasse essere scritta più da Sepp Blatter che da Pelé stesso. A ragione della sua ipotesi, Mellor affermò come non ci possa essere in una vera selezione una così grande varietà di provenienza geografica dei calciatori selezionati, in quanto a suo dire quest'ultimi avrebbero dovuto essere presi principalmente dall'Europa o dall'America meridionale. Della stessa visione fu anche Tim Vickery, editorialista della BBC.
Uno dei vecchi compagni di squadra di Pelé, l'ex centrocampista brasiliano Gérson, in risposta al suo mancato inserimento nella lista strappò una copia di quest'ultima in un programma televisivo brasiliano. L'olandese Marco van Basten e il tedesco Uwe Seeler si rifiutarono invece di prendere parte al progetto per una questione di principio facendo mancare le loro foto dalla versione del libro della lista.

## Elenco per nazionalità
In rosa le giocatrici donne ed in grassetto i giocatori che all'epoca erano in attività.
| Giocatore              | Nazionalità      | Ruolo          | Periodo di attività  |
| ---------------------- | ---------------- | -------------- | -------------------- |
| Gabriel Batistuta      | Argentina        | attaccante     | 1988-2005            |
| Hernán Crespo          | Argentina        | attaccante     | 1993-2012            |
| Alfredo Di Stéfano     | Argentina        | attaccante     | 1943-1966            |
| Mario Kempes           | Argentina        | attaccante     | 1970-1992, 1995-1996 |
| Diego Armando Maradona | Argentina        | centrocampista | 1976-1997            |
| Daniel Passarella      | Argentina        | difensore      | 1971-1989            |
| Javier Saviola         | Argentina        | attaccante     | 1998-2015            |
| Omar Sívori            | Argentina        | attaccante     | 1954-1969            |
| Juan Sebastián Verón   | Argentina        | centrocampista | 1994-2017            |
| Javier Zanetti         | Argentina        | difensore      | 1992-2014            |
| Jan Ceulemans          | Belgio           | centrocampista | 1974-1992            |
| Jean-Marie Pfaff       | Belgio           | portiere       | 1973-1990            |
| Franky Van der Elst    | Belgio           | centrocampista | 1978-1999            |
| Cafu                   | Brasile          | difensore      | 1989-2008            |
| Carlos Alberto Torres  | Brasile          | difensore      | 1963-1982            |
| Djalma Santos          | Brasile          | difensore      | 1948-1972            |
| Paulo Roberto Falcão   | Brasile          | centrocampista | 1972-1986            |
| Júnior                 | Brasile          | centrocampista | 1974-1993            |
| Nílton Santos          | Brasile          | difensore      | 1948-1964            |
| Pelé                   | Brasile          | attaccante     | 1956-1977            |
| Rivaldo                | Brasile          | centrocampista | 1993-2014            |
| Rivelino               | Brasile          | centrocampista | 1965-1981            |
| Roberto Carlos         | Brasile          | difensore      | 1992-2012            |
| Romário                | Brasile          | attaccante     | 1985-2008            |
| Ronaldinho             | Brasile          | centrocampista | 1998-2018            |
| Ronaldo                | Brasile          | attaccante     | 1993-2011            |
| Sócrates               | Brasile          | centrocampista | 1974-1989            |
| Zico                   | Brasile          | centrocampista | 1971-1989, 1991-1994 |
| Hristo Stoičkov        | Bulgaria         | attaccante     | 1982-2003            |
| Roger Milla            | Camerun          | attaccante     | 1965-1996            |
| Elías Figueroa         | Cile             | difensore      | 1964-1982            |
| Iván Zamorano          | Cile             | attaccante     | 1983-2003            |
| Carlos Valderrama      | Colombia         | centrocampista | 1980-2003            |
| Hong Myung-bo          | Corea del Sud    | difensore      | 1992-2004            |
| Davor Šuker            | Croazia          | attaccante     | 1984-2003            |
| Brian Laudrup          | Danimarca        | centrocampista | 1986-2000            |
| Michael Laudrup        | Danimarca        | centrocampista | 1981-1998            |
| Peter Schmeichel       | Danimarca        | portiere       | 1981-2003            |
| Éric Cantona           | Francia          | attaccante     | 1983-1997            |
| Marcel Desailly        | Francia          | difensore      | 1986-2006            |
| Didier Deschamps       | Francia          | centrocampista | 1985-2001            |
| Just Fontaine          | Francia          | attaccante     | 1950-1962            |
| Thierry Henry          | Francia          | attaccante     | 1994-2014            |
| Raymond Kopa           | Francia          | centrocampista | 1949-1967            |
| Jean-Pierre Papin      | Francia          | attaccante     | 1983-1998            |
| Robert Pirès           | Francia          | centrocampista | 1993-2011            |
| Michel Platini         | Francia          | centrocampista | 1972-1987            |
| Lilian Thuram          | Francia          | difensore      | 1991-2008            |
| Marius Trésor          | Francia          | difensore      | 1969-1984            |
| David Trezeguet        | Francia          | attaccante     | 1993-2015            |
| Patrick Vieira         | Francia          | centrocampista | 1993-2011            |
| Zinédine Zidane        | Francia          | centrocampista | 1988-2006            |
| Abedi Pelé             | Ghana            | centrocampista | 1980-2000            |
| Franz Beckenbauer      | Germania         | centrocampista | 1964-1985            |
| Sepp Maier             | Germania         | portiere       | 1962-1979            |
| Paul Breitner          | Germania         | difensore      | 1970-1983            |
| Oliver Kahn            | Germania         | portiere       | 1987-2008            |
| Lothar Matthäus        | Germania         | centrocampista | 1979-2000            |
| Gerd Müller            | Germania         | attaccante     | 1965-1981            |
| Michael Ballack        | Germania         | centrocampista | 1995-2012            |
| Karl-Heinz Rummenigge  | Germania         | attaccante     | 1974-1989            |
| Uwe Seeler             | Germania         | attaccante     | 1954-1972            |
| Jürgen Klinsmann       | Germania         | attaccante     | 1982-2004            |
| Gordon Banks           | Inghilterra      | portiere       | 1955-1972, 1977-1978 |
| David Beckham          | Inghilterra      | centrocampista | 1993-2013            |
| Bobby Charlton         | Inghilterra      | centrocampista | 1954-1975            |
| Kevin Keegan           | Inghilterra      | attaccante     | 1968-1985            |
| Gary Lineker           | Inghilterra      | attaccante     | 1978-1994            |
| Michael Owen           | Inghilterra      | attaccante     | 1996-2013            |
| Alan Shearer           | Inghilterra      | attaccante     | 1988-2006            |
| Roy Keane              | Irlanda          | centrocampista | 1989-2006            |
| George Best            | Irlanda del Nord | centrocampista | 1963-1981, 1983-1984 |
| Roberto Baggio         | Italia           | centrocampista | 1982-2004            |
| Franco Baresi          | Italia           | difensore      | 1977-1997            |
| Giuseppe Bergomi       | Italia           | difensore      | 1980-1999            |
| Giampiero Boniperti    | Italia           | attaccante     | 1946-1961            |
| Gianluigi Buffon       | Italia           | portiere       | 1995-2023            |
| Alessandro Del Piero   | Italia           | attaccante     | 1991-2014            |
| Giacinto Facchetti     | Italia           | difensore      | 1960-1978            |
| Paolo Maldini          | Italia           | difensore      | 1984-2009            |
| Alessandro Nesta       | Italia           | difensore      | 1993-2013            |
| Gianni Rivera          | Italia           | centrocampista | 1959-1979            |
| Paolo Rossi            | Italia           | attaccante     | 1976-1987            |
| Francesco Totti        | Italia           | attaccante     | 1992-2017            |
| Christian Vieri        | Italia           | attaccante     | 1989-2010            |
| Dino Zoff              | Italia           | portiere       | 1961-1983            |
| Hidetoshi Nakata       | Giappone         | centrocampista | 1995-2006            |
| George Weah            | Liberia          | attaccante     | 1984-2003            |
| Hugo Sánchez           | Messico          | attaccante     | 1976-1997            |
| Jay-Jay Okocha         | Nigeria          | attaccante     | 1990-2008            |
| Dennis Bergkamp        | Paesi Bassi      | attaccante     | 1986-2006            |
| Johan Cruijff          | Paesi Bassi      | centrocampista | 1964-1984            |
| Edgar Davids           | Paesi Bassi      | centrocampista | 1991-2009            |
| Ruud Gullit            | Paesi Bassi      | centrocampista | 1979-1998            |
| Patrick Kluivert       | Paesi Bassi      | attaccante     | 1994-2008            |
| Johan Neeskens         | Paesi Bassi      | centrocampista | 1968-1991            |
| Rob Rensenbrink        | Paesi Bassi      | attaccante     | 1969-1982            |
| Frank Rijkaard         | Paesi Bassi      | centrocampista | 1980-1995            |
| Clarence Seedorf       | Paesi Bassi      | centrocampista | 1992-2014            |
| Marco van Basten       | Paesi Bassi      | attaccante     | 1982-1993            |
| René van de Kerkhof    | Paesi Bassi      | centrocampista | 1970-1989            |
| Willy van de Kerkhof   | Paesi Bassi      | centrocampista | 1970-1988            |
| Ruud van Nistelrooij   | Paesi Bassi      | attaccante     | 1993-2012            |
| Romerito               | Paraguay         | centrocampista | 1977-1996            |
| Teófilo Cubillas       | Perù             | centrocampista | 1966-1984, 1987-1989 |
| Zbigniew Boniek        | Polonia          | attaccante     | 1975-1988            |
| Eusébio                | Portogallo       | attaccante     | 1957-1978            |
| Luís Figo              | Portogallo       | centrocampista | 1989-2009            |
| Rui Costa              | Portogallo       | centrocampista | 1990-2008            |
| Josef Masopust         | Rep. Ceca        | centrocampista | 1950-1970            |
| Pavel Nedvěd           | Rep. Ceca        | centrocampista | 1992-2009            |
| Gheorghe Hagi          | Romania          | centrocampista | 1982-2001            |
| El Hadji Diouf         | Senegal          | attaccante     | 1998-2014            |
| Kenny Dalglish         | Scozia           | attaccante     | 1969-1990            |
| Emilio Butragueño      | Spagna           | attaccante     | 1984-1998            |
| Luis Enrique           | Spagna           | centrocampista | 1989-2004            |
| Raúl                   | Spagna           | attaccante     | 1994-2015            |
| Michelle Akers         | Stati Uniti      | centrocampista | 1985-2000            |
| Mia Hamm               | Stati Uniti      | attaccante     | 1987-2004            |
| Emre Belözoğlu         | Turchia          | centrocampista | 1996-2020            |
| Rüştü Reçber           | Turchia          | portiere       | 1991-2012            |
| Andrij Ševčenko        | Ucraina          | attaccante     | 1994-2012            |
| Ferenc Puskás          | Ungheria         | attaccante     | 1943-1955, 1957-1966 |
| Rinat Dasaev           | Unione Sovietica | portiere       | 1976-1991            |
| Enzo Francescoli       | Uruguay          | centrocampista | 1980-1997            |

## Statistiche

### Classifica per nazionalità
| Nazione          | Giocatori |
| ---------------- | --------- |
| Brasile          | 15        |
| Francia          | 14        |
| Italia           | 14        |
| Paesi Bassi      | 13        |
| Argentina        | 10        |
| Germania         | 10        |
| Inghilterra      | 7         |
| Belgio           | 3         |
| Danimarca        | 3         |
| Portogallo       | 3         |
| Spagna           | 3         |
| Cile             | 2         |
| Rep. Ceca        | 2         |
| Stati Uniti      | 2         |
| Turchia          | 2         |
| Bulgaria         | 1         |
| Camerun          | 1         |
| Colombia         | 1         |
| Corea del Sud    | 1         |
| Croazia          | 1         |
| Ghana            | 1         |
| Irlanda          | 1         |
| Irlanda del Nord | 1         |
| Giappone         | 1         |
| Liberia          | 1         |
| Messico          | 1         |
| Nigeria          | 1         |
| Paraguay         | 1         |
| Perù             | 1         |
| Polonia          | 1         |
| Romania          | 1         |
| Senegal          | 1         |
| Scozia           | 1         |
| Ucraina          | 1         |
| Ungheria         | 1         |
| Unione Sovietica | 1         |
| Uruguay          | 1         |